# Hípica als Jocs Olímpics d'estiu de 1952
Als Jocs Olímpics d'Estiu de 1952 celebrats a la ciutat de Hèlsinki (Finlàndia) es disputaren sis proves d'hípica: doma clàssica, concurs complet i salts, tant en categoria individual com per equips. La competició es desenvolupà entre els dies 28 de juliol i 3 d'agost de 1952.

## Resum de medalles
| Prova                                | Or                                                                                                 | Argent                                                                                   | Bronze |
| Doma clàssica individual Detalls     | Henri Saint Cyr i Master Rufus                                                                     | Lis Hartel i Jubilee                                                                     | André Jousseaume i Harpagon                                                                                      |
| Doma clàssica per equips Detalls     | SuèciaHenri Saint Cyr i Master Rufus · Gustaf Adolf Boltenstern i Krest · Gehnäll Persson i Knaust | SuïssaGottfried Trachsel i Kursus · Henri Chammartin i Wöhler · Gustav Fischer i Soliman | AlemanyaHeinz Pollay i Adular · Ida von Nagel i Afrika · Fritz Thiedemann i Chronist                             |
| Concurs complet individual Detalls   | Hans von Blixen i Jubal                                                                            | Guy Lefrant i Verdun                                                                     | Wilhelm Büsing i Hubertus                                                                                        |
| Concurs complet per equips Detalls   | Suècia Hans von Blixen i Jubal · Olof Stahre i Komet · Folke Frölén i Fair                         | Alemanya Wilhelm Büsing i Hubertus · Klaus Wagner i Dachs · Otto Rothe i Trux von Kamax  | Estats Units Charles Hough i Cassivellannus · Walter Staley i Craigwood Park · John Wofford i Benny Grimes       |
| Salts d'obstacles individual Detalls | Pere Jonqueres d'Oriola i Ali Baba                                                                 | Óscar Cristi i Bambi                                                                     | Fritz Thiedemann i Meteor                                                                                        |
| Salts d'obstacles per equips Detalls | Regne Unit Wilfred White i Nizefela · Douglas Stewart i Aherlow · Harry Llewellyn i Foxhunter      | Xile Óscar Cristi i Bambi · César Mendoza i Pillán · Ricardo Echeverría i Lindo Peal     | Estats Units William Steinkraus i Hollandia · Arthur McCashin i Miss Budweiser · John William Russell i Democrat |

## Medaller
| Posició | País         | Or | Argent | Bronze | Total |
| 1       | Suècia       | 4  | 0      | 0      | 4     |
| 2       | França       | 1  | 1      | 1      | 3     |
| 3       | Regne Unit   | 1  | 0      | 0      | 1     |
| 4       | Xile         | 0  | 2      | 0      | 2     |
| 5       | Alemanya     | 0  | 1      | 3      | 4     |
| 6       | Dinamarca    | 0  | 1      | 0      | 1     |
| 6       | Suïssa       | 0  | 1      | 0      | 1     |
| 8       | Estats Units | 0  | 0      | 2      | 2     |